# Shgharshik (Aragatsotn)
Shgharshik (in armeno Շղարշիկ?, fino al 1935 Sheikh Haji e Shkhadzhi) è un comune dell'Armenia di 536 abitanti (2001) della provincia di Aragatsotn.